# Unai Yus
Unai Yus Kerexeta nacido en Vitoria (Álava, España) el 13 de febrero de 1974. Fue un ciclista español, profesional entre los años 1999 y 2005.
A lo largo de su carrera obtuvo 6 victorias, entre las que destaca el Campeonato de España de Ciclocrós derrotando al gran dominador de esa disciplina en los años 2000: David Seco.